# Goldfarbener Glimmerschüppling
Der Goldfarbene oder Gemeine Glimmerschüppling (Phaeolepiota aurea) ist ein seltener, aber markanter Pilz mit kräftigem Habitus aus der Familie der Squamanitaceae. Er ist der einzige Vertreter der Gattung Glimmerschüpplinge (Phaeolepiota). Der Blätterpilz bevorzugt nährstoff- und stickstoffreiche Stellen außerhalb von Wäldern. Er erscheint ab dem späten Sommer bis in den Herbst hinein und fruktifiziert meist in größeren Gruppen. Sein Verbreitungsgebiet umfasst große Teile der Holarktis. Während die Art früher als beliebter Speisepilz galt, nimmt man heute an, dass sie für den Menschen giftig ist.

## Merkmale

### Makroskopische Merkmale
Der Hut erreicht einen Durchmesser von 25 Zentimeter und hat eine Färbung, die von hellem Ocker bis zu grellem Orange reicht. Die Lamellen haben zunächst eine hellbraune und bei Reife der Fruchtkörper durch das ausfallende Sporenpulver eine ocker-rostfarbene Farbe. Der volle Stiel wird bis zu 22 Zentimeter hoch und 4 Zentimeter dick. Das aufgerissene Velum bleibt als stattliche Manschette am Stiel zurück. Hut, Stiel und Velum sind von charakteristischen, leuchtend gefärbten und namensgebenden Schuppen bedeckt, die auf dem Hut jedoch nur bei jungen Exemplaren ausgeprägt sind. Das Fleisch ist weißlich gefärbt.

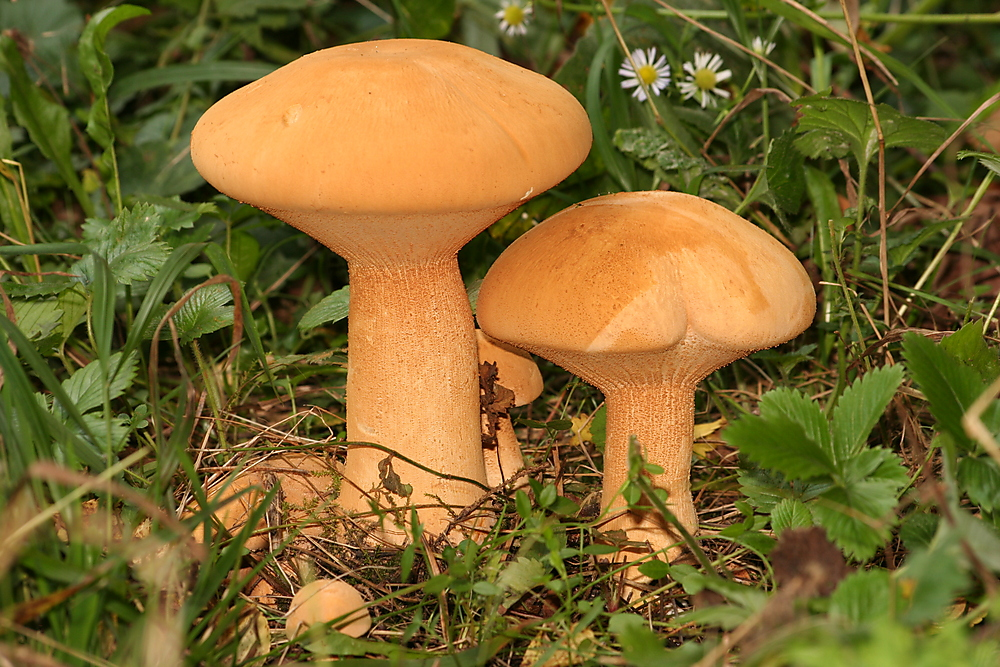
Relativ junge Fruchtkörper mit geschlossenem Velum vor den Lamellen
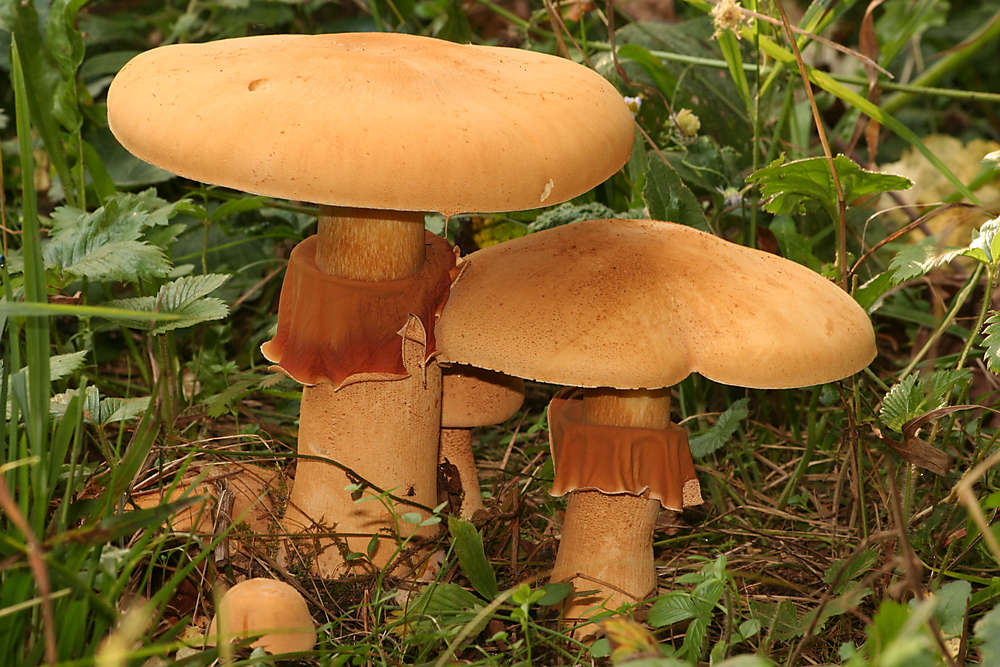
2 Tage später: Das aufgerissene Velum bildet Manschetten am Stiel.
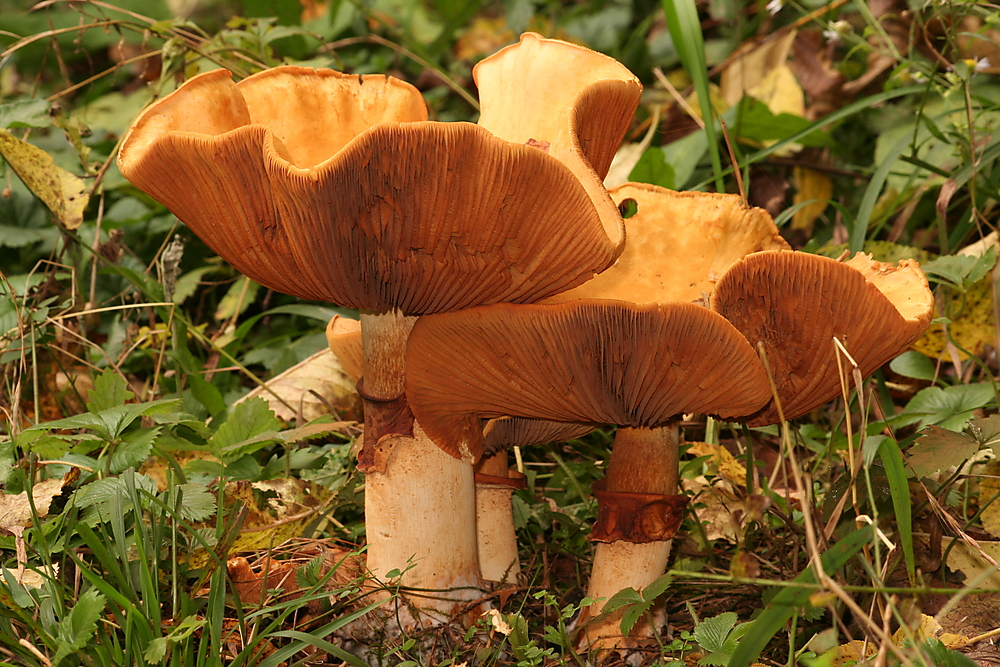
Rund 2 Wochen später: Die Hutränder sind wellig nach oben gebogen.

### Mikroskopische Merkmale
Die spindeligen, feinst warzigen und beinahe glatten Sporen sind 9–15 Mikrometer groß. Die Huthaut besteht aus blasigen Zellen mit Auswüchsen.

## Verbreitung
Das Verbreitungsgebiet des Goldfarbenen Glimmerschüpplings erstreckt sich über weite Teile der Holarktis und reicht von submeridionalen Regionen bis in die boreale Zone. In Nordamerika besiedelt die Art die Pazifikküste von Alaska südwärts bis in den Pazifischen Nordwesten. In Eurasien reicht das Verbreitungsgebiet im Westen von Portugal bis Belarus, im Osten von Georgien bis Westsibirien und China. Er ist nicht überall in gleicher Häufigkeit anzutreffen: Während Krieglsteiner und Gminder von häufigem Auftreten innerhalb des deutschen Verbreitungsgebietes sprechen, sehen ungarische Autoren wie Vasas den Goldfarbenen Glimmerschüppling als eher seltenen Pilz.

## Ökologie
Der Goldfarbene Glimmerschüppling besiedelt nährstoff- und stickstoffreiche, häufig anthropogene Böden in Parks und Gärten, auf Abfallplätzen, Äckern und Wiesen sowie Wegränder und andere Ruderalflächen, gerne zwischen Brennnesseln, aber nicht im geschlossenen Unterholz. Er kommt vor allem in der submontanen Höhenstufe vor.

## Systematik
Das pulverige Velum universale erinnert an Vertreter der Körnchenschirmlinge (Gattung Cystoderma). Die äußerliche Ähnlichkeit wurde auch molekular bestätigt, da der Glimmerschüppling das Schwestertaxon zu den Körnchenschirmlingen ist, welche gemeinsam wiederum am nächsten mit der Gattung Squamanita verwandt sind. Zusammen stehen sie daher in einer gemeinsamen Familie der Squamanitaceae.

## Toxikologie
Der Pilz wird in älterer Literatur meist als exzellenter Speisepilz bewertet. Mittlerweile geht man jedoch davon aus, dass er für den Menschen giftig ist. Zu der recht hohen Menge giftiger Blausäure, die beim Rohverzehr oder beim Einatmen der Dämpfe beim Garen gefährlich werden kann, ist zu beachten, dass sie beim Kochen nicht vollständig ausdampft, sodass Blausäure in den zu verspeisenden Pilzen zurückbleibt. Aus der Schweiz wird von mehreren Vergiftungen durch den Glimmerschüppling berichtet: Typisch waren heftige Brechdurchfälle mit unterschiedlichen Latenzzeiten von 4 bis 16 Stunden. Für die Magen-Darm-Symptomatik können neben der Blausäure aber noch weitere, bislang nicht identifizierte Toxine verantwortlich sein. Hinzu kommt eine hohe Anreicherung von Schwermetallen (Cadmium).